# Playas de Tijuana
Playas de Tijuana är en strand i Mexiko.   Den ligger i delstaten Baja California, i den nordvästra delen av landet, 2 300 km nordväst om huvudstaden Mexico City.